# Mercedes-Benz

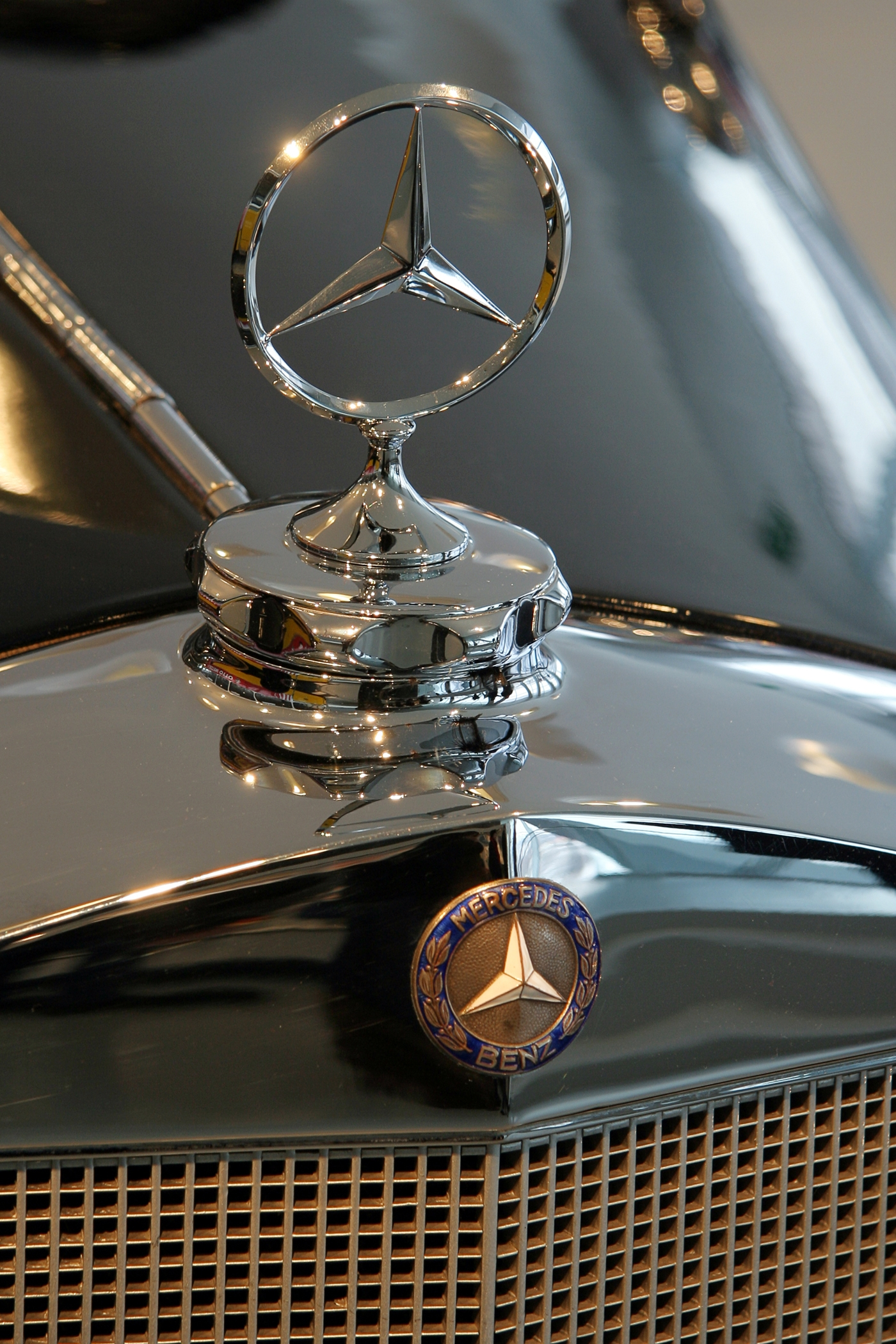
Símbolo da Mercedes-Benz.

A Mercedes-Benz é uma marca alemã de automóveis pertencente a Mercedes-Benz Group criada em 1924, sendo resultado de uma fusão entre a Benz & Cie e a Daimler-Motoren-Gesellschaft, é uma das mais antigas fabricantes de automóveis do mundo. Também produz caminhões, autocarros e os seus próprios motores.
A Mercedes-Benz tem suas origens na Mercedes 35 hp de 1901 da Daimler-Motoren-Gesellschaft e na Benz Patent-Motorwagen de 1886 da Rheinische Gasmotorenfabrik, Benz & Cie, que é amplamente considerado como o primeiro automóvel movido a gasolina. Criada em 1883, a Benz & Cie. foi a maior empresa criada pelo alemão Karl Benz. A Daimler foi fundada por Gottlieb Daimler e pelo seu parceiro Wilhelm Maybach em 1890. Daimler viria a morrer em 1900 e Maybach deixou a empresa em 1907. Nessa altura, a Daimler e a Benz eram as grandes rivais de uma da outra. Contudo em 1924, as duas empresas assinaram um acordo de ajuda mútuo devido à necessidade de estimular a economia germânica após a Primeira Guerra Mundial. Este acordo viria a ser quebrado em 2000. Mesmo assim, as duas empresas criaram os seus próprios automóveis e as suas próprias marcas. Em 1926, quando então se formou a empresa Daimler-Benz, um novo símbolo fora então criado para cada parte (Daimler e Benz).
A estrela de três pontas foi desenhada por Gottlieb Daimler em que cada ponta representava o ar, a terra e o mar mostrando que os motores desenhados adaptavam-se a estes três meios. A estrela apareceu primeiramente num automóvel de um Daimler datado de 1901, denominado Mercedes 35 HP, e viria a ser usada então pela Mercedes-Benz. O círculo à volta da estrela viria a ser desenhada por Karl Benz juntando na parte inferior o seu nome. Até 1937, este símbolo não era usado.
Além de produzir automóveis, a empresa fabrica também autocarros, motores para aviões, caminhões, entre outros meios de transporte. Atualmente fabrica também protótipos de motores para as equipas de Fórmula 1 da Aston Martin, Williams e da própria Mercedes GP.
Em 2022, a empresa ocupou o oitavo lugar no ranking das marcas mais valiosas do mundo, com valor de mercado estimado de US$ 56,1 bilhões. A lista que reúne as 100 maiores marcas é desenvolvida pela Interbrand.

## História

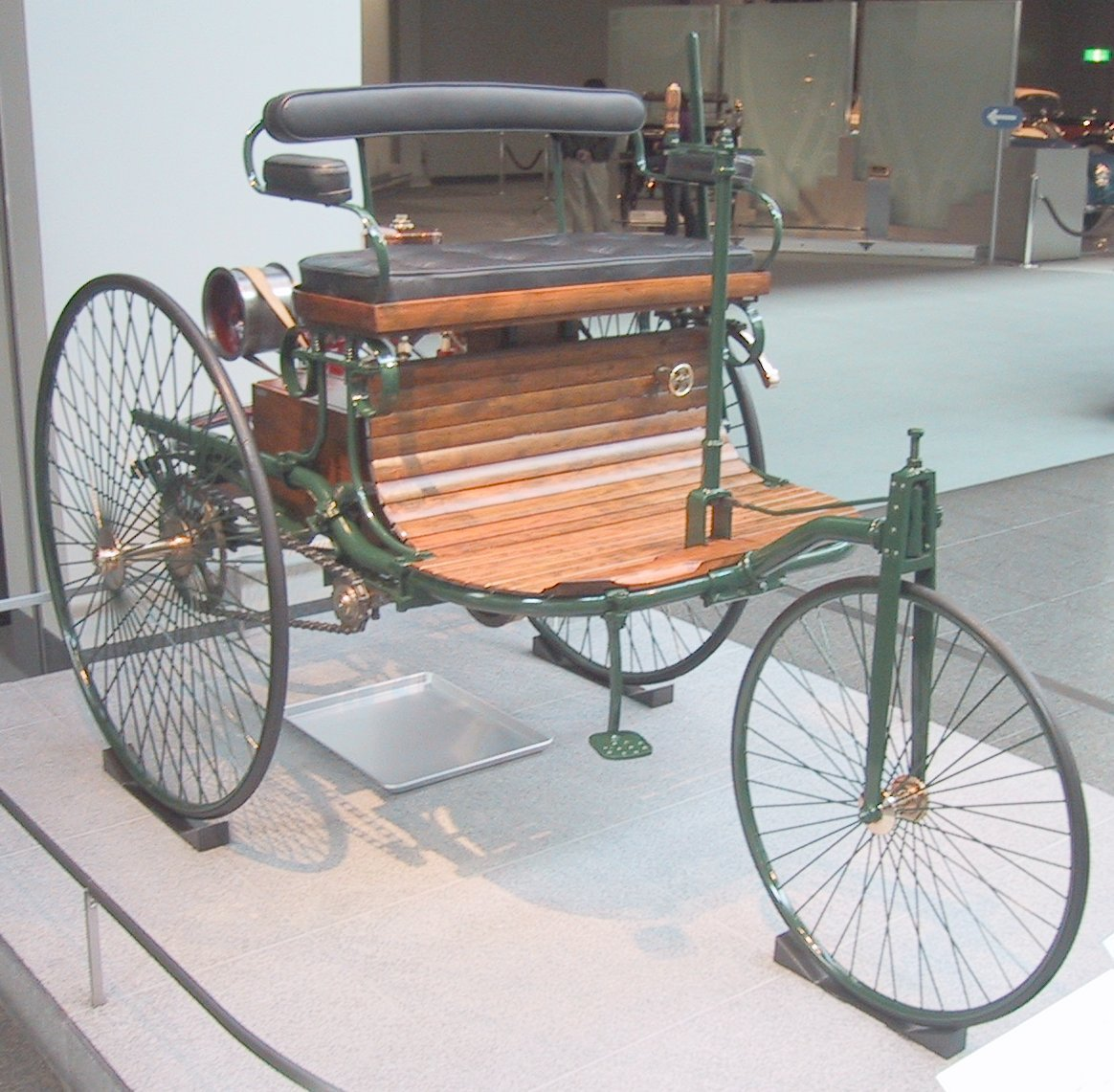
Benz Patent Motorwagen 1886 (Replica). O primeiro automóvel realmente movido por um motor de combustão interna.

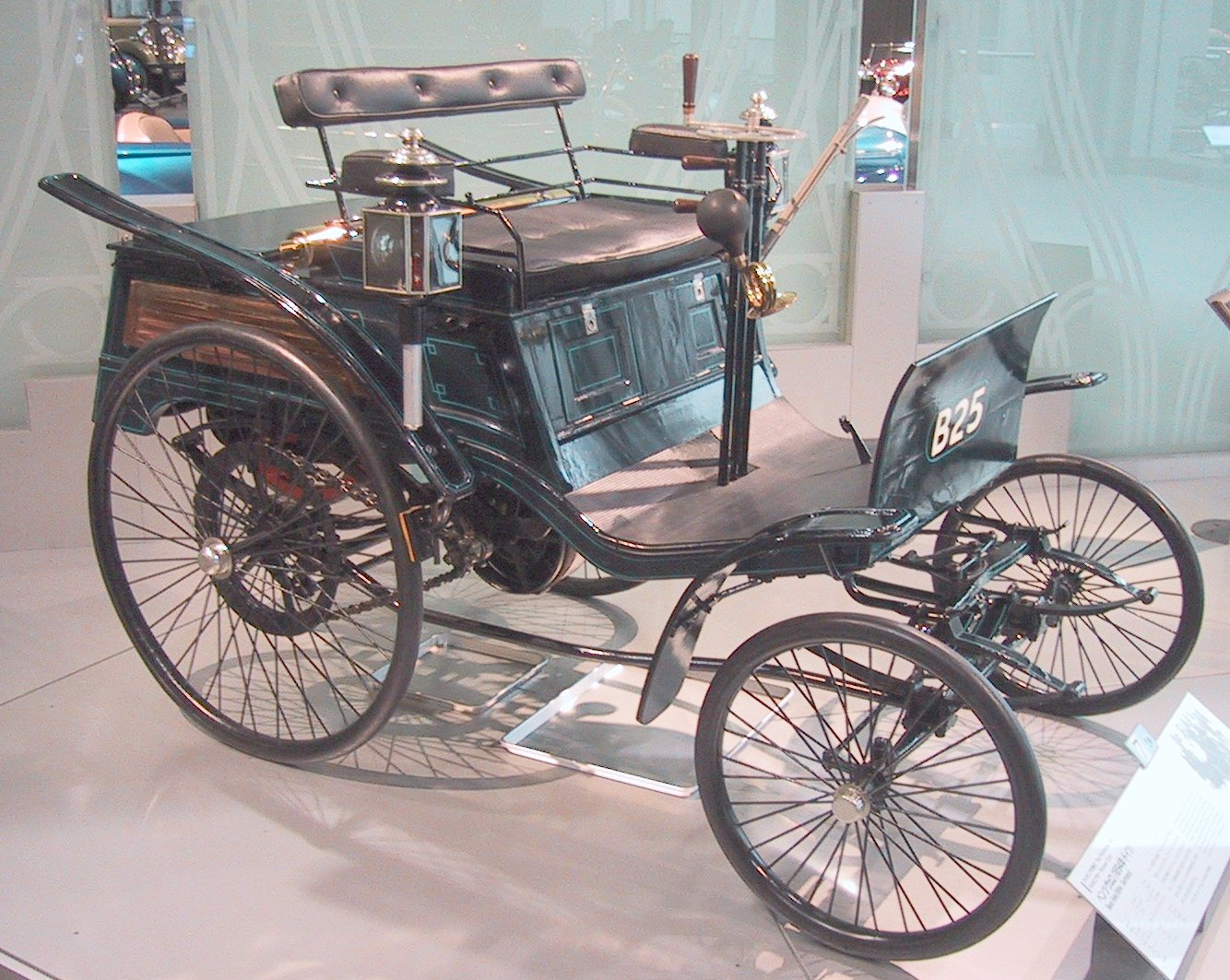
Benz Velo 1894.

### A origem e seus fundadores
As origens da Daimler-Benz datam do fim do século XIX quando Gottlieb Daimler (1834–1900) juntamente com Wilhelm Maybach (1846–1929) e Karl Benz (1844–1929) inventavam independentemente o primeiro automóvel internamente movido por um motor de combustão no sul da Alemanha. Contudo e curiosamente não se conheciam. Karl Benz tinha a sua loja em Mannheim e inventou o primeiro automóvel realmente movido através de uma motor de combustão interna em 1885 e possuía três rodas.
Em 1885, Gottlieb Daimler e o seu colega desenhador Wilhelm Maybach que trabalhavam em Cannstatt, Stuttgart, foram premiados a 29 de Agosto de 1885 por terem construído o primeiro protótipo de um motor movido a gás. A 8 de Março de 1886, Daimler comprou uma carroça fabricada por Wilhelm Wimpff & Sohn e, juntamente com Maybach, juntou então o motor a esta mesma carroça criando um automóvel de quatro rodas movido por um motor como muitos anteriormente feitos por eles. A única diferença era que este motor era movido a gás. Segundo o site oficial da Mercedes-Benz, Daimler inventou a carroça "sem cavalo". Daimler e Maybach fundaram juntamente a Daimler-Motoren-Gesellschaft (DMG) em 1890 e venderam o seu primeiro automóvel em 1892.
O negócio continuara a crescer, mas Karl Benz continuava a melhorar o seu Motorwagen (o seu primeiro motor) e vendeu o seu primeiro automóvel em 1888. Construiu o seu primeiro carro a quatro rodas em 1891. A Benz & Cia. criada por Karl Benz, não só se tornou a primeira linha de montagem como também se tornou a maior do mundo no início do século XX.

### Origem do nome
Em 1899, a Daimler-Motoren-Gesellschaft (DMG) construiu um novo automóvel. O nome do automóvel viria a ser o nome da filha de Emil Jellinek: Mercédès Jellinek. Jellinek prometeu comprar 36 automóveis da DMG se Daimler nomeasse o próximo motor como "Mercedes 35hp" e se Daimler o tornasse o agente oficial para vendas dos automóveis na França, Áustria-Hungria, Bélgica e Estados Unidos. Sendo assim, Jellinek comprou os 36 carros e gastou 500 000 marcos.
Em 1901, o nome "Mercedes" foi registrado pela DMG em todo o mundo como uma marca protegida. A adoção do nome para os carros da empresa ajudou a evitar problemas legais porque depois da morte de Daimler em 1900, a DMG decidiu vender o nome registrado "Daimler" e ficando com o nome "Mercedes" salva-guardado. Os primeiros veículos da marca Mercedes-Benz foram produzidos em 1926, após a fusão das empresas fundadas por Karl Benz (Benz & Cie.) e Gottlieb Daimler (Daimler-Motoren-Gesellschaft) como Daimler-Benz em 28 de junho do mesmo ano.

### Cooperação entre os rivais

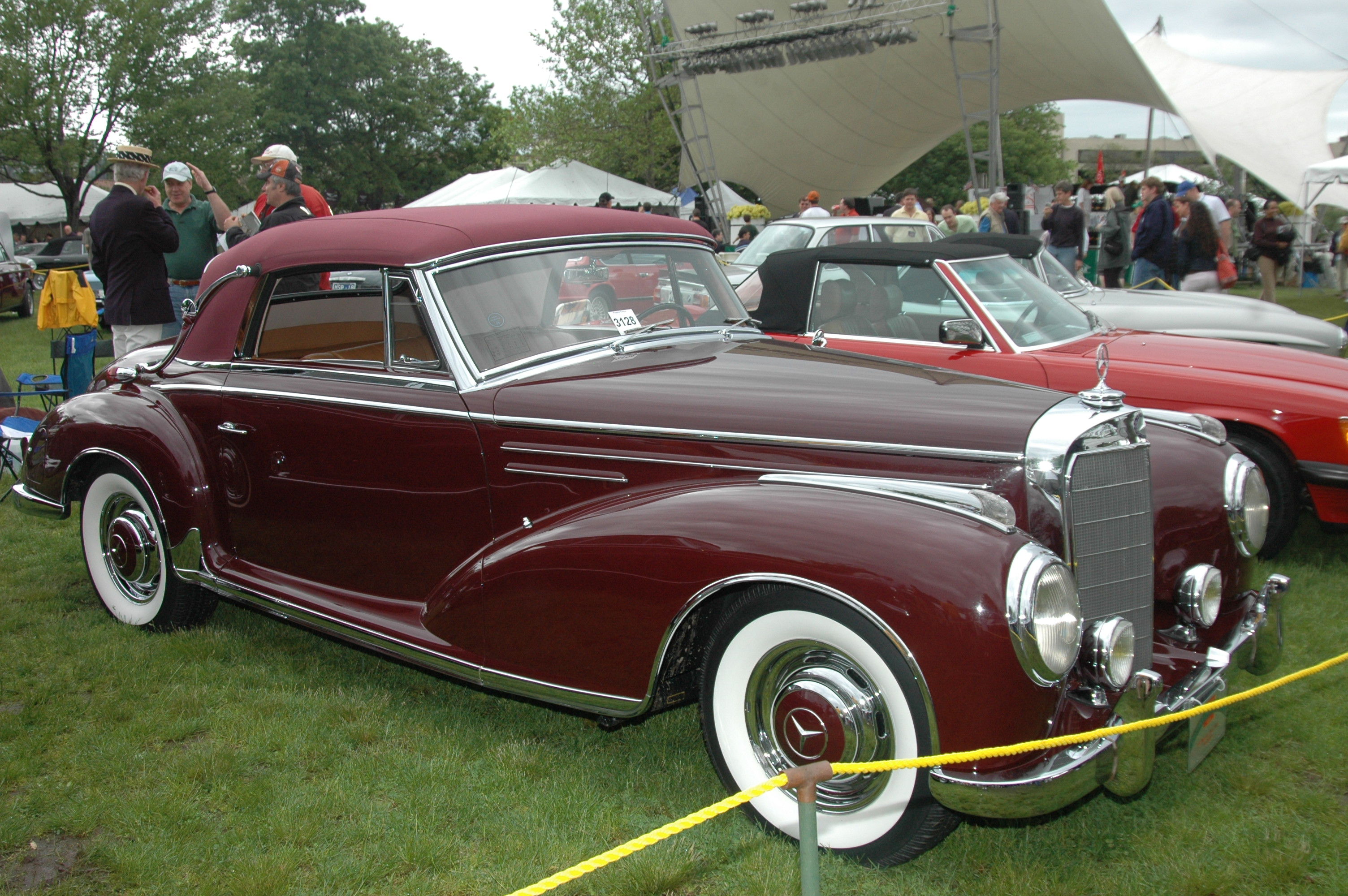
300SC Cabriolet (1957)

Naquela altura, as maiores rivais do sector automóvel eram a DMG e a Benz & Cia. Em 1924, devido à necessidade de dar um impulso à economia da Alemanha após a I Guerra Mundial, estas duas empresas acordaram numa cooperação mútua e em 1926, a empresa Daimler-Benz AG (AG significa sociedade anónima, como SA em Portugal). A Daimler-Benz AG produzira motores, automóveis e caminhões. O acordo entre as partes exigia a união das duas empresas até ao ano de 2000. Além dos automóveis e dos caminhões, a Daimler-Benz AG fabricava também barcos e aviões (militares e civis). Na década de 1940, durante a 2ª Guerra Mundial, a montadora Daimler-Benz dedicava quase toda sua produção a fins bélicos, chegando a empregar mais de 30 mil civis e prisioneiros de guerra como mão-de-obra escrava.
Karl Benz decidiu acrescentar o seu nome "Benz" à marca Mercedes. Acrescentou uma auréola à volta da estrela e nasceu assim o famoso nome Mercedes-Benz juntamente com o seu símbolo e que dura até aos dias de hoje. Durante a Segunda Guerra Mundial, a DMG foi uma importante contribuidora de meios de transporte como carros de combate, automóveis militares e motores para aviões.
Depois da derrota da Alemanha Nazi, a empresa continuou a ser uma importante empresa para as exportações alemãs de automóveis para estimular a economia que voltara a fracassar. Contudo, os resultados não foram os melhores devido aos altos preços que a DMG praticava. Isso obrigou à criação de modelos mais baratos e a criação de Classes de modelos (A e B) que perduram até hoje.

### Atualidade

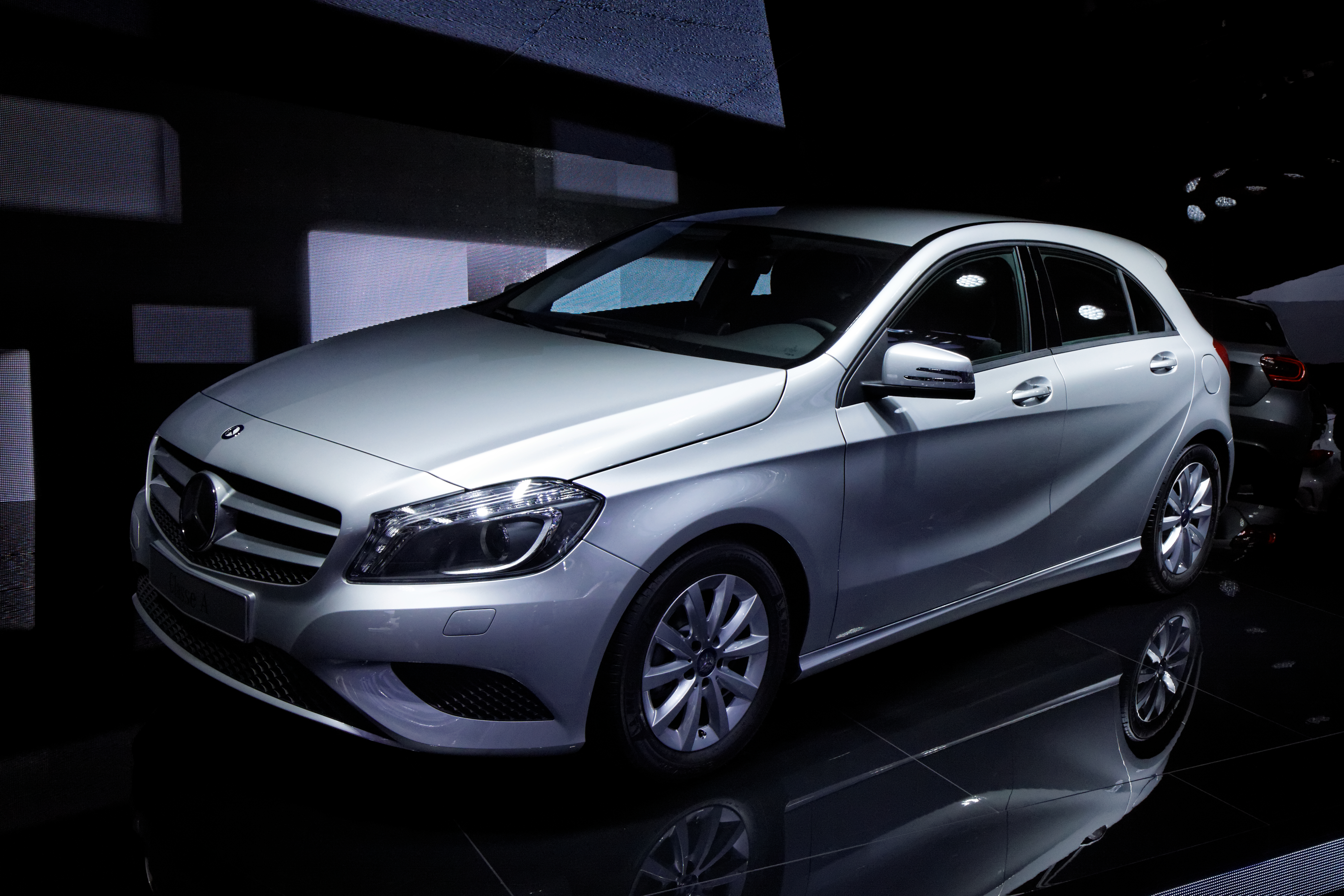
Classe A

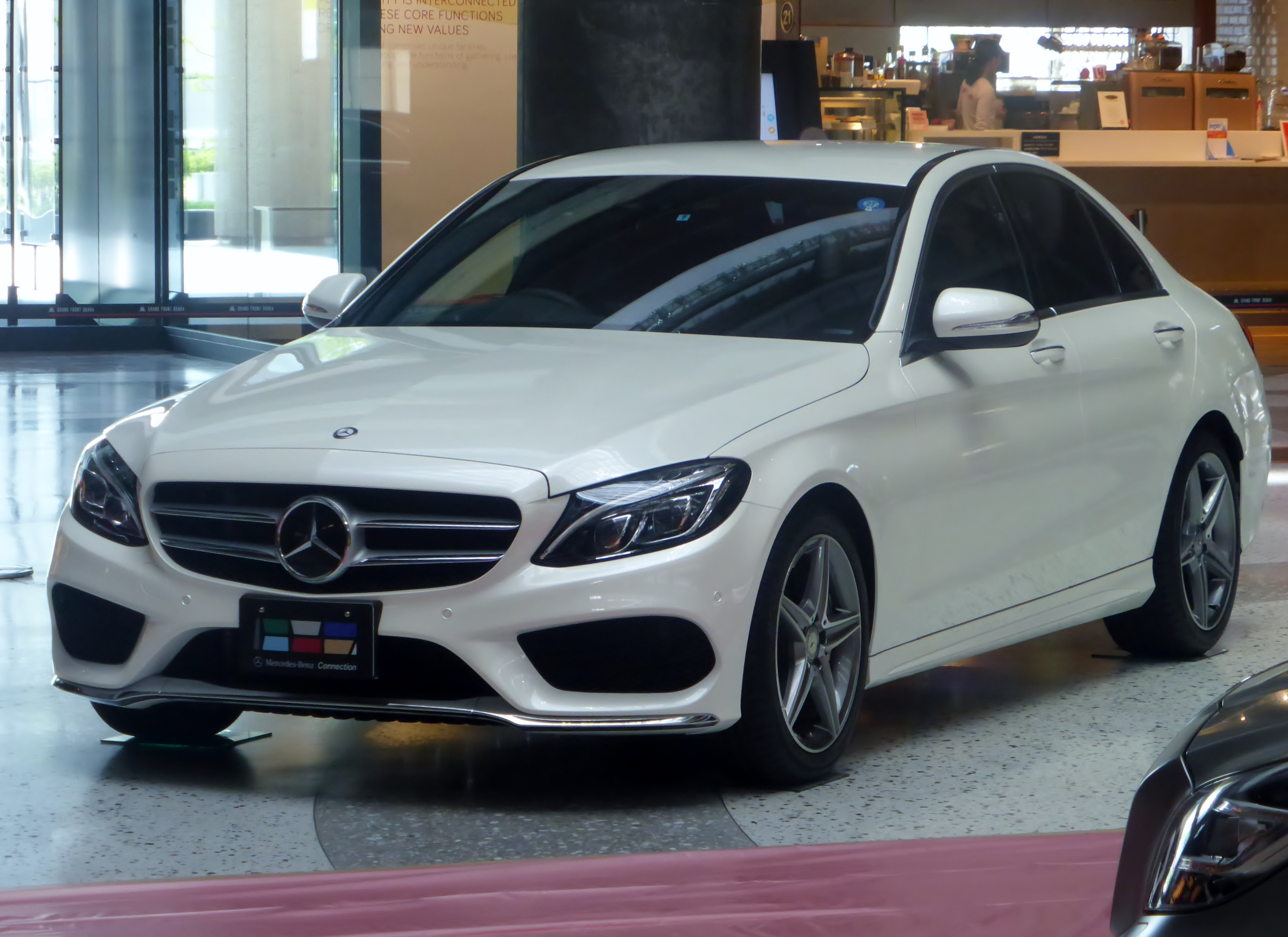
Classe C

Hoje, Mercedes-Benz é uma das marcas de automóveis mais conhecidas do mundo inteiro. Com os seus veículos e a sua fama, além da diversidade na produção, permitiram obter grandes lucros e o desenvolvimento tecnológico constante. Os carros produzidos não param de encher os olhos dos consumidores. Muitos famosos compram Mercedes de alto valor e, claro, potência. De forma a variar a sua oferta, a Mercedes diversificou os seus modelos criando carros mais pequenos e menos luxuosos. Porém, a qualidade dos automóveis é sempre um objectivo da marca. A qualidade, aliás, foi sempre uma aliada à empresa garantido serviços de atendimento em todo o mundo. Por exemplo, em 2023, a receita da empresa na Rússia totalizou 292 milhões de euros. As peças produzidas pela marca são únicas e difíceis de serem ilegalmente copiadas (chaves, motores, suspensões, etc.).

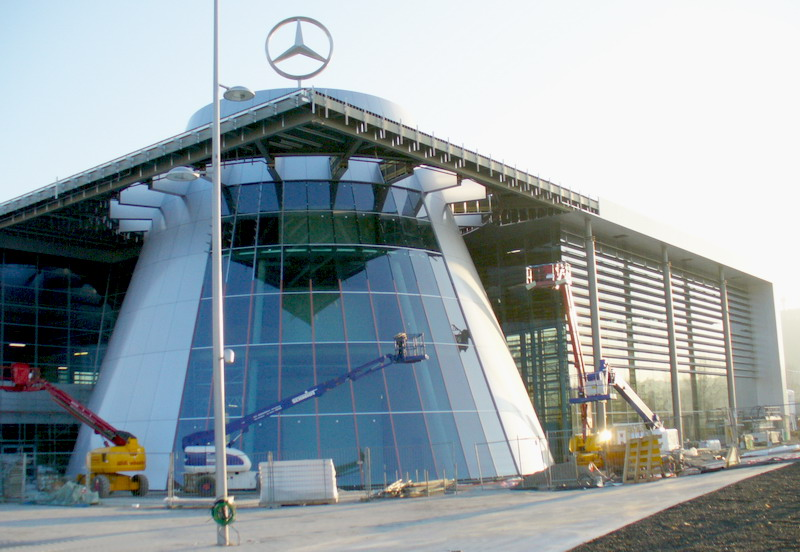
Sede da Mercedes-Benz em Stuttgart

Além da Mercedes, propriamente dita, a DaimlerChrysler AG (nome do antigo grupo, antes da recente venda da Chrysler, que acumulava prejuízos) criou outras marcas mas com os motores Mercedes. Um exemplo delas é o Smart - um carro pequeno e citadino que vai agora na terceira geração. Apesar de ter tido bons números de vendas na Europa, esta marca nunca foi capaz de apresentar lucros, em parte graças ao elevado investimento inicial que não foi partilhado com mais nenhum construtor. Para emendar esse aspecto o actual smart partilha o seu motor de três cilindros com 1.0 litros (e três níveis de potência) com a Renault e Mitsubishi. Outra novidade é que este pequeno automóvel passou também a ser comercializado nos Estados Unidos, para já com algum sucesso.
Outra marca de que a Mercedes é responsável é a Maybach, que vende automóveis de topo, com uma qualidade superior e preço ao nível da Rolls-Royce.
A Mercedes também faz o desenvolvimento de motores para competição. Um exemplo é a participação na Fórmula 1: faz parte das equipas Williams F1, Force India, Lotus F1, Mercedes GP, etc.
Nos últimos anos, Mercedes tem ampliado os investimentos em plataformas de compartilhamento de veículos (carsharing). O principal investimento nesse setor é a companhia Car2Go.

## Lista de modelos

### Automóveis

#### Modelos antigos (1926-1999)
| Modelos antes da Segunda Guerra Mundial | Modelos antes da Segunda Guerra Mundial | Modelos antes da Segunda Guerra Mundial | Modelos antes da Segunda Guerra Mundial | Modelos antes da Segunda Guerra Mundial |
| Modelo                                  | Carroceria                              | Outros nomes                            | Produção                                | Imagem                                  |
| --------------------------------------- | --------------------------------------- | --------------------------------------- | --------------------------------------- | --------------------------------------- |
| Mercedes-Benz 130                       | Veículo pequeno subcompacto             | W23 (130) - W28 (170H)                  | 1933-1940                               |                                         |
| Mercedes-Benz W15                       | Veículo pequeno familiar                | W15 (170)                               | 1931-1936                               |                                         |
| Mercedes-Benz W136                      | Veículo pequeno familiar                | W136 (170V)                             | 1935-1942                               |                                         |
| Bez 10/30 PS                            | Familiar normal                         | 10/35                                   | 1926                                    |                                         |
| Mercedes-Benz W02                       | Familiar normal                         | W02 (8/38 PS, Stuttgart 200)            | 1927-1932                               |                                         |
| Mercedes-Benz W21                       | Familiar normal                         | W21 (200)                               | 1933-1936                               |                                         |
| Mercedes-Benz W143                      | Familiar normal                         | W143 (230)                              | 1937-1941                               |                                         |
| Mercedes-Benz W11                       | Familiar normal                         | W11 (10/50 PS, Stuttgart 260)           | 1929-1933                               |                                         |
| Mercedes-Benz W153                      | Familiar normal                         | W153 (230)                              | 1938-1943                               |                                         |
| Mercedes-Benz 260 D                     | Familiar normal                         | W138 (260 D)                            | 1935-1941                               |                                         |
| Benz 16/50                              | Familiar grande                         | 16/50                                   | 1926                                    |                                         |
| Mercedes-Benz W03                       | Familiar grande                         | W03,W04,W05 (300,320,350)               | 1926-1930                               |                                         |
| Mercedes-Benz W10                       | Familiar grande                         | W10 (350,370,370S,380S) / W19 (380S)    | 1929-1934                               |                                         |
| Mercedes-Benz W18                       | Familiar grande                         | W18 (290)                               | 1933-1937                               |                                         |
| Mercedes-Benz W142                      | Familiar grande                         | W142 (320)                              | 1937-1942                               |                                         |
| Mercedes-Benz W22                       | Familiar grande                         | W22 (380)                               | 1933-1934                               |                                         |
| Mercedes-Benz 320A                      | Familiar grande                         | -                                       | 1938-1942                               |                                         |
| Mercedes 15/70/100 PS                   | Veículo grande                          | 15/70/100 PS (400)                      | 1924-1929                               |                                         |
| Mercedes-Benz W08                       | Veículo grande                          | W08 (460, 500)                          | 1928-1939                               |                                         |
| Mercedes-Benz W31                       | Veículo grande                          | W31 (Typ G4 - 3 eixos off-road)         | 1934-1939                               |                                         |
| Mercedes 24/100/140 PS                  | Luxo                                    | 24/100/140 PS (630)                     | 1924-1929                               |                                         |
| Mercedes-Benz 770                       | Luxo                                    | W07 (770) - W150 (770)                  | 1930-1943                               |                                         |
| Mercedes-Benz SSK                       | Luxo                                    | SSK                                     | 1928-1932                               |                                         |
| Mercedes-Benz 380                       | Luxo                                    | W22 (380SSK)                            | 1933-1934                               |                                         |
| Mercedes-Benz 500K / Mercedes-Benz 540K | Luxo                                    | W29 (500K) / W24 (540K)                 | 1934-1940                               |                                         |
| Mercedes-Benz S-Series                  | Desportivo                              | W06                                     | 1926-1933                               |                                         |

| Modelos de 1946 a 1970    | Modelos de 1946 a 1970                            | Modelos de 1946 a 1970                                          | Modelos de 1946 a 1970 | Modelos de 1946 a 1970 |
| Modelo                    | Carroceria                                        | Outros nomes                                                    | Produção               | Imagem                 |
| ------------------------- | ------------------------------------------------- | --------------------------------------------------------------- | ---------------------- | ---------------------- |
| Mercedes-Benz W136        | Sedã 4 cilindros                                  | W136                                                            | 1947-1955              |                        |
| Mercedes-Benz W191        | Sedã 4 cilindros                                  | 170 S (W 136) / 170 Sb/170 DS (W 191) / 170 S-V/170 S-D (W 136) | 1949-1955              |                        |
| Mercedes-Benz W120/W121   | Sedã 4 cilindros                                  | W120/W121                                                       | 1953-1962              |                        |
| Mercedes-Benz W110        | Sedã 4 e 6 cilindros                              | W110                                                            | 1961-1968              |                        |
| Mercedes-Benz W114/W115   | Sedã 4 cilindros                                  | W114 / W115 / Mercedes-Benz Mini (Indonésia)                    | 1968-1976              |                        |
| Mercedes-Benz W123        | Sedã / Coupé 4 e 6 cilindros                      | W123                                                            | 1976-1986              |                        |
| Mercedes-Benz W105        | Sedã / Coupé 6 cilindros                          | W105 / Typ 219                                                  | 1956-1959              |                        |
| Mercedes-Benz W111        | Sedã / Coupé 6 cilindros                          | W111                                                            | 1959-1971              |                        |
| Mercedes-Benz W108/W109   | Sedã / Coupé 6 cilindros                          | W108/W109                                                       | 1965-1972              |                        |
| Mercedes-Benz W116        | Sedã / Coupé 6 cilindros                          | W116                                                            | 1972-1980              |                        |
| Mercedes-Benz W126        | Sedã / Coupé 6 cilindros                          | W126                                                            | 1979-1991              |                        |
| Mercedes-Benz W187        | Sedã / Coupé                                      | W187 - 220                                                      | 1951-1955              |                        |
| Mercedes-Benz W180        | Sedã / Coupé                                      | W180 / 220a / 220S                                              | 1954-1959              |                        |
| Mercedes-Benz W128        | Sedã / Coupé                                      | W128 / 220 SE                                                   | 1958-1960              |                        |
| Mercedes-Benz R107 e C107 | Desportivo / Grand Tourer (GT)                    | R107 / C107                                                     | 1971-1989              |                        |
| Mercedes-Benz W186        | Sedã / Coupé                                      | W186                                                            | 1951-1957              |                        |
| Mercedes-Benz W189        | Sedã / Coupé                                      | W189 / 300d                                                     | 1957-1962              |                        |
| Mercedes-Benz W112        | Sedã / Coupé                                      | W112 / 300SE / 300SE longo                                      | 1961-1967              |                        |
| Mercedes-Benz W188        | Coupé / Cabriolet / Conversível                   | W188 / 300 S / 300 Sc                                           | 1951-1958              |                        |
| Mercedes-Benz 600         | Limusina                                          | W100 / 600 / Grand Mercedes / Der Große Mercedes                | 1963-1981              |                        |
| Mercedes-Benz 190 SL      | Roadster                                          | W121 / W121 B2                                                  | 1955-1963              |                        |
| Mercedes-Benz W113        | Roadster / Coupé / Desportivo / Grand Tourer (GT) | W113 / W113 SL                                                  | 1963-1971              |                        |
| Mercedes-Benz 300 SL      | Roadster / Coupé / Desportivo                     | W198                                                            | 1954-1963              |                        |

#### Modelos atuais (2000-presente)

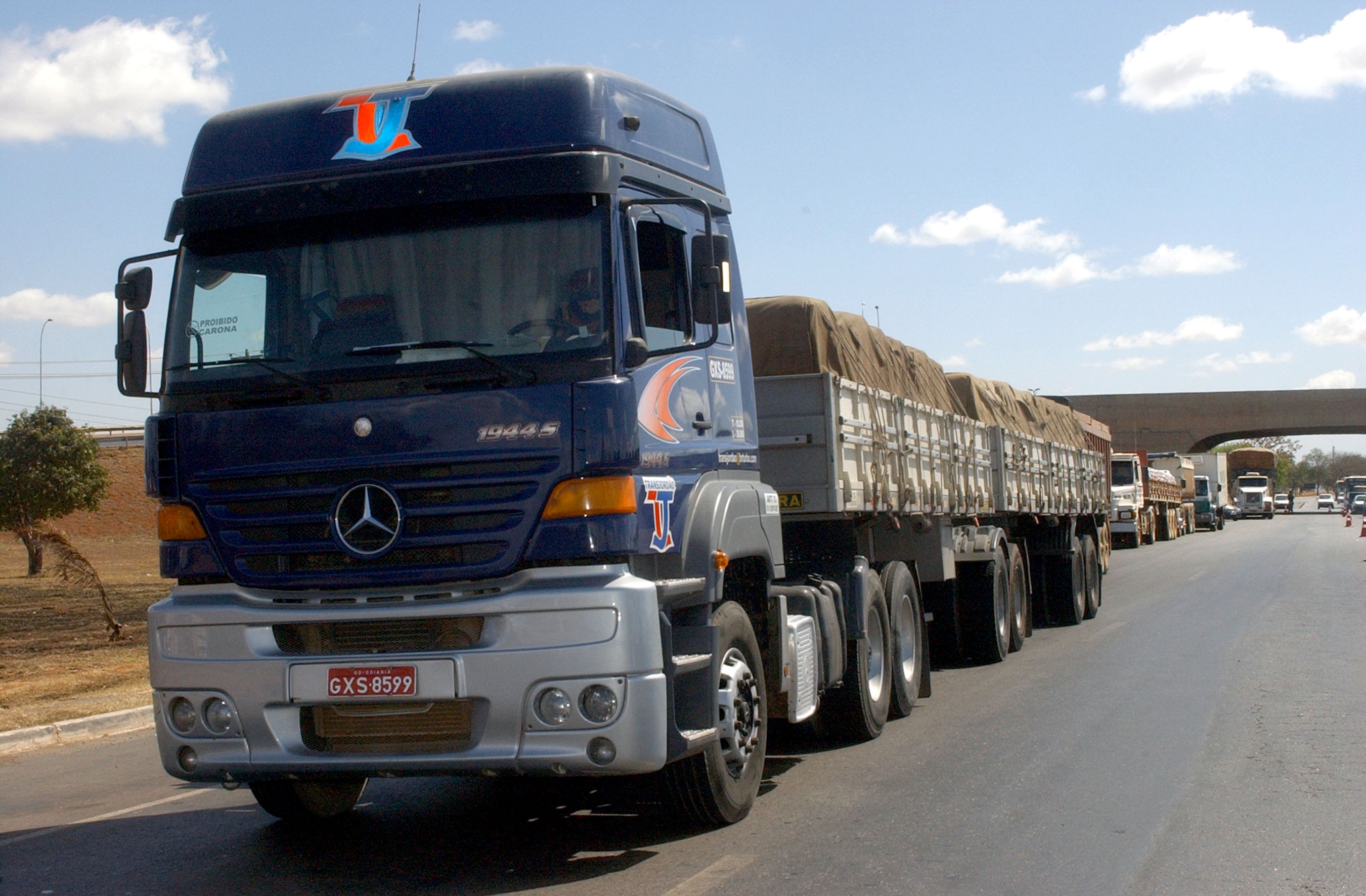
1944S

- Classe A
- Classe B
- Classe C
- Classe CL
- Classe CLA
- Classe CLC
- Classe CLS
- Classe CLK
- Classe E
- Classe G
- Classe GL
- Classe GLA
- Classe GLC
- Classe GLE
- Classe GLK1944S
- Classe GLS
- Classe M/ML
- Classe S
- Classe SL
- Classe SLK
- SLS AMG
- Classe V/Vito/Viano
- AMG GmbH

### Veículos comerciais

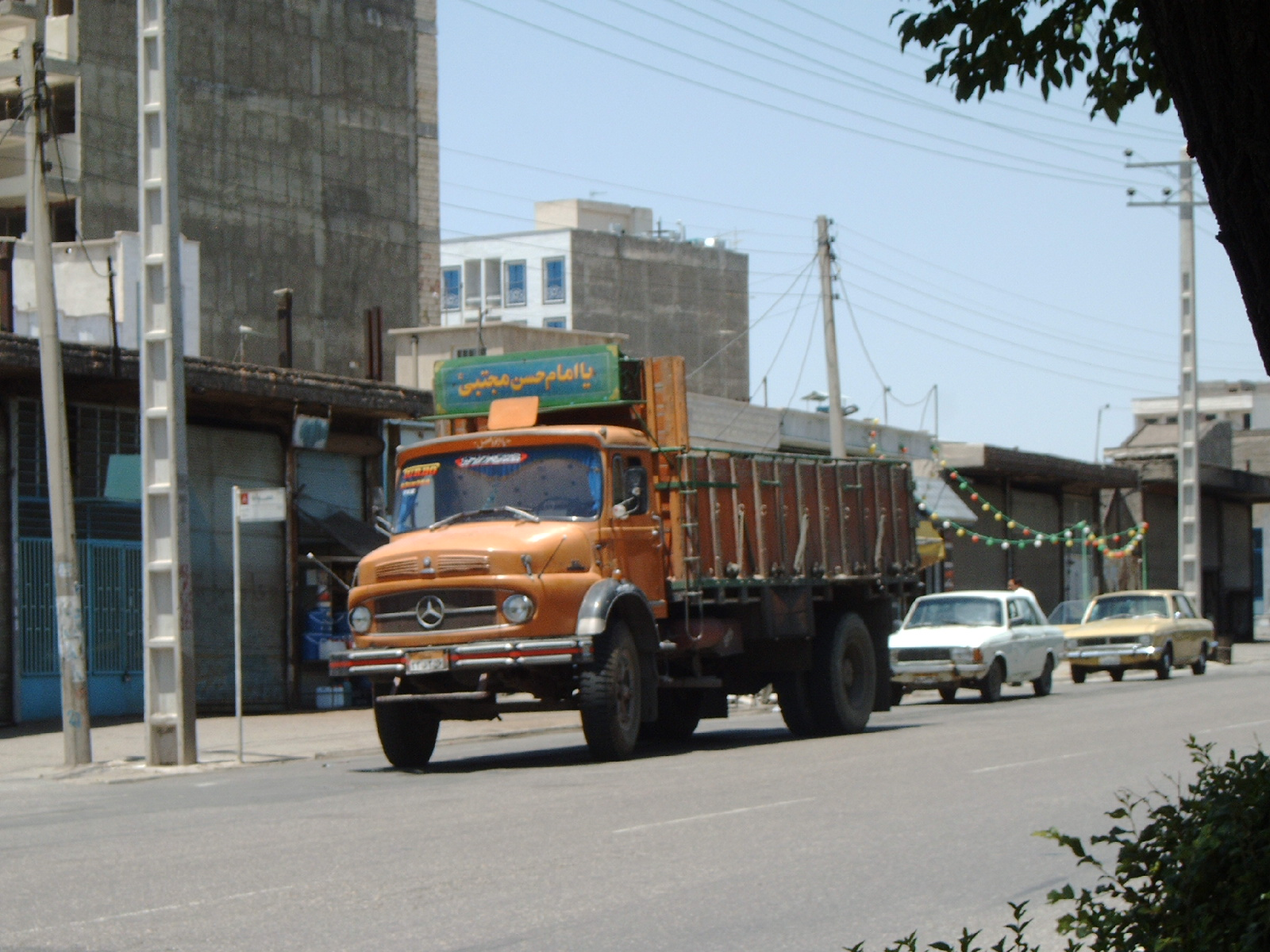
1113

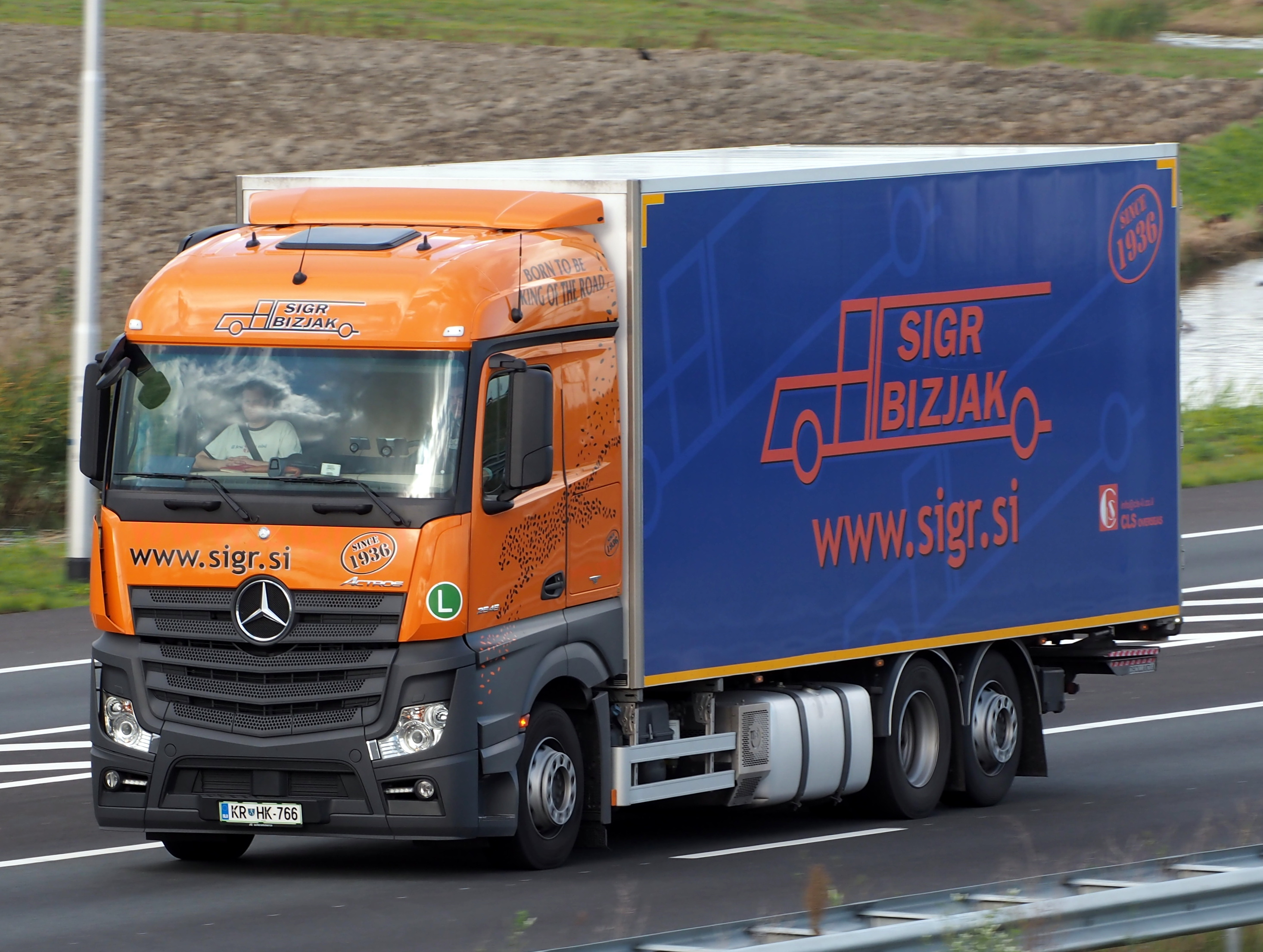
Actros

- Citan

#### Séries atuais
- Accelo
- Actros
- Atego
- Atron
- Axor
- FPN
- HPN
- Sprinter
- Unimog
- Zetros

#### Modelos descontinuados ou antecessores
- AGL
- FSK
- HTC
- LN
- LTC
- MTC